# Weijland
Weijland (52° 05′ N, 4° 48′ L) é uma vila dos Países Baixos, na província de Holanda do Sul. Weijland pertence ao município de Bodegraven, e está situada a 5 km, a oeste de Woerden.
A área de Weijland, que também inclui as partes periféricas da cidade, bem como a zona rural circundante, tem uma população estimada em 400 habitantes.